# HD 73900
HD 73900，又名CD-36 4872，SAO 199473、HR 3434，是一颗恒星，视星等为6.13，位于銀經257.18，銀緯3，其B1900.0坐标为赤經8h 35m 32.4s，赤緯-36° 3′ 18″。